# Newcomb Cleveland-priset
Newcomb Cleveland-priset, på engelska Newcomb Cleveland Prize, är ett pris som delas ut årligen sedan 1924 av American Association for the Advancement of Science (AAAS) till "författaren eller författarna till en framstående artilel publicerad eller presenterad i Science.". Det är organisationens äldsta pris och kallades fram till 1951, då (den dittills anonyme) instiftaren Newcomb Cleveland avled, för "AAAS tusendollarspris" (AAAS Thousand Dollar Prize). Fram till och med 1974 delades priset ut till den eller de författare som presenterade en framstående ("outstanding") artikel vid AAAS årsmöte. Medan priset idag vanligtvis tillfaller en större forskargrupp, på ibland tiotals personer, gick det före 1975 (då det delades av ett otal personer för ett otal artiklar om Vikingprogrammet i tre nummer av Science) till en eller några få personer. Den förste mottagaren var matematikern Leonard Eugene Dickson som tilldelades priset för 1923. Bland andra tidiga pristagare kan nämnas Edwin Hubble (1924), George David Birkhoff (1926), Hermann Joseph Muller (1927), Henry Eyring (1932), Wendell Stanley (1936) och Isidor Isaac Rabi (1939).